# NGC 1440
NGC 1440 = NGC 1442 ist eine linsenförmige Galaxie vom Hubble-Typ SB0 im Sternbild Eridanus am Südsternhimmel. Sie ist schätzungsweise 68 Millionen Lichtjahre von der Milchstraße entfernt und hat einen Durchmesser von etwa 45.000 Lichtjahren. Die Galaxie gilt als Mitglied des Eridanus-Galaxienhaufens und der NGC 1407-Gruppe oder LGG 100. 

Im selben Himmelsareal befinden sich u. a. die Galaxien NGC 1452 und IC 345.
Das Objekt wurde am 6. Oktober 1785 vom deutsch-britischen Astronomen Wilhelm Herschel entdeckt.
Diese Galaxie wurde wahrscheinlich auch vom amerikanischen Astronomen Francis Leavenworth im Jahr 1886 beobachtet und im New General Catalogue unter dem Symbol NGC 1458 aufgeführt.